# Реімпорт
Реімпорт — ввезення раніше вивезених за кордон товарів, які не піддавались обробці, тобто це експортні операції, що не відбулись. Сюди відносять повернення покупцем бракованого товару, повернення товару, що не був проданий через аукціон, повернення товару, не реалізованого через консигнаційні склади. Основною ознакою реімпортних операцій є перетинання вітчизняними товарами митниці двічі: при ввезенні і вивезенні. Товари, що повертаються з виставок і ярмарок, до реімпортованих не відносяться.